# Frankee Connolly
Francesca Rose Connolly (nacida el 23 de noviembre de 1989) es una cantante de Helmshore, Inglaterra. Fue miembro de los grupos Mini Viva, que tuvo un éxito número 7 con «Left My Heart in Tokyo», y M.O, con quien tuvo un éxito número 18 con «Who Do You Think Of?».

## Biografía
Francesca Rose Connolly es hija de Eddie y Lorraine Connolly, y tiene dos hermanas mayores, Natalie y Jade; Tanto Natalie como su tío eran dentistas en Rawtenstall. Creció en Helmshore en Rossendale Valley en Lancashire,  y asistió a All Saints' Catholic High School en Rawtenstall  antes de pasar dos meses en un curso de Acceso a la Educación Superior empresarial en una universidad en Bury en Gran Mánchester. Al crecer, idolatraba a Beyoncé y Destiny's Child, y asistía regularmente a sus conciertos; también admiraba a Mel B, como una norteña exitosa. Después de abandonar la universidad, formó una banda de chicas amateur con otros dos miembros por diversión.
En 2007, después de que Xenomania decidiera formar una banda en respuesta a que Girls Aloud se tomara un año libre, contactaron a Connolly a través de su cuenta de Myspace, lo que la llevó a asistir a una audición en Londres, donde conoció a Britt Love, una cantante de Newcastle upon Tyne, con quien se unió por sus raíces norteñas compartidas. El nombre de su banda, Mini Viva, era un acrónimo de los apodos de Love y Connolly; el dúo le dijo al Lancashire Telegraph en septiembre de 2009 que Love adquirió su apodo después de usar un vestido de lunares de Minnie Mouse y que Connolly adquirió el suyo después de que Love la describió como brillante y hermosa. Luego, Connolly recibió sus primeras lecciones de canto, sin haber tomado ninguna antes de firmar.
Los sencillos de Mini Viva «Left My Heart in Tokyo» y «I Wish» se ubicaron en los números 7 y 73 en la lista de sencillos del Reino Unido,  y la pareja apoyó a Saturdays,  Diversity, y Aggro Santos en la gira. Anunciaron su separación en noviembre de 2010; Más tarde, Connolly formó M.O en 2012 con Nadine Samuels y Annie Ashcroft del grupo de chicas Duchess, tomando su nombre de una letra de «The Motto» de Drake. Entre 2014 y 2016, la banda apoyó a Little Mix en su Salute Tour y entró en la lista de sencillos del Reino Unido en los números 49, 51 y 18 con «Dance On My Own», «Preach» y «Who Do You Think Of?», y luego se asoció con Kent Jones para «Not in Love», que alcanzó el puesto 42. Connolly dejó la banda en junio de 2017; fue reemplazada por Chantal Benjalili, quien había audicionado para la serie del año anterior de The X Factor.